# 跋利延
跋利延（?—508年?），西部高车国王，开国君主阿伏至罗的族人。
柔然可汗进攻北魏，阿伏至罗和从弟穷奇率西部高车十余万人，叛离柔然西迁，在车师前部西北，建立高车王国，自称候娄匐勒，以穷奇为候倍（储君）。500年左右，穷奇被嚈哒杀死，儿子弥俄突、伊匐、越居被俘，高车衰落。阿伏至罗暴虐，诬称儿子与自己的妃嫔有染，将他杀死。不久，阿伏至罗被臣下所杀。跋利延被国人立为国主。约508年，嚈哒再攻高车，击败跋利延。高车部众于是杀跋利延，迎立穷奇的儿子弥俄突为王，高车成了嚈哒的附庸。
| 前任： 阿伏至罗 | 西部高车君主 508年 | 繼任： 弥俄突 |